# Bridgette B

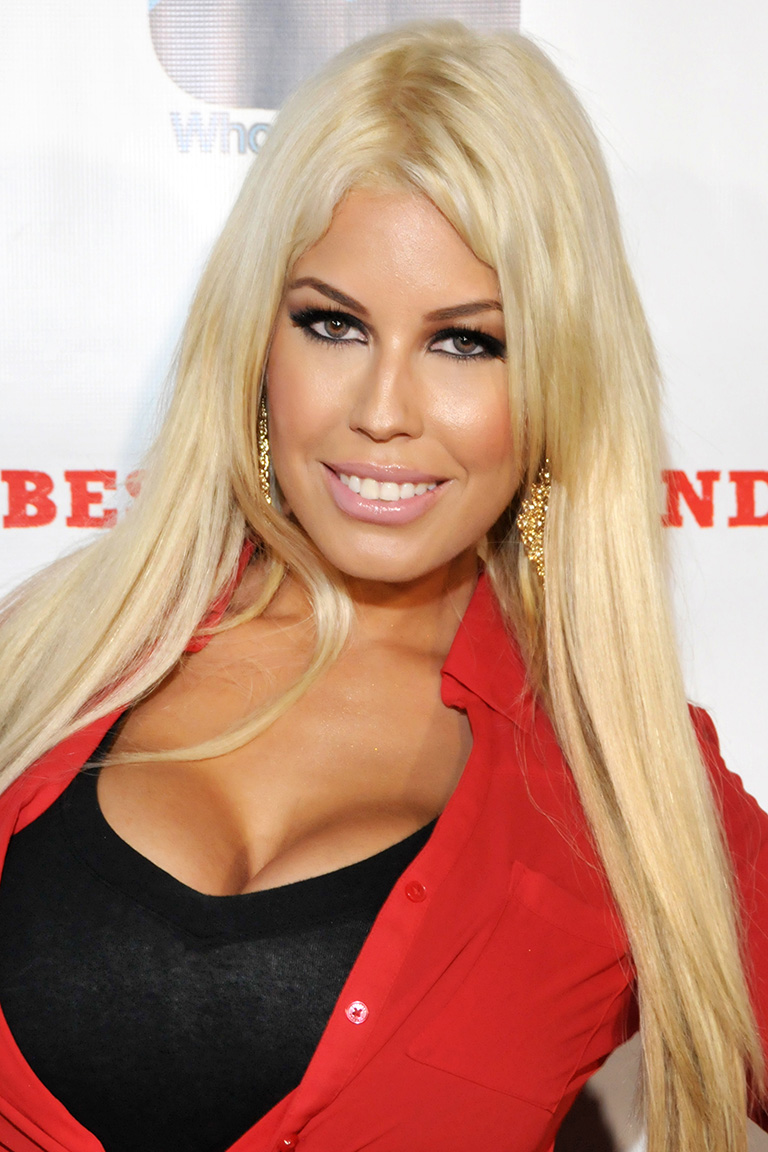
Bridgette B (2014)

Bridgette B (* 15. Oktober 1983 als Luz Abreu in Barcelona) ist eine spanische Pornodarstellerin.

## Leben
Bridgette B zog 2004 in die Vereinigten Staaten. Sie besuchte die Kent State University in Ohio, wo sie Mitglied der Sorority Chi Omega war und einen Bachelor-of-Science-Abschluss in Fashion Merchandising erwarb. Parallel dazu begann sie als Stripperin zu arbeiten, während sie noch zum College ging, und war vor dem Beginn ihrer Karriere als Pornodarstellerin auch kurzzeitig als Rezeptionistin tätig.
Bridgette B nahm ihre Tätigkeit als Darstellerin in Hardcore-Pornofilmen im Jahre 2008 auf. Sie hat in Filmproduktionen der Unternehmen Vivid Entertainment Group, Hustler, Wicked Pictures, Naughty America, Brazzers, Digital Playground und Mind Control Theatre mitgewirkt. Darüber hinaus hat sie unter ihrem Spitznamen Spanish Doll als Model gearbeitet.
2012 wurde sie mit einem AVN Award als Unsung Starlet of the Year („unterschätztes Starlet des Jahres“) ausgezeichnet. Seit 2019 hat sie, nach über zehn Jahren beruflicher Laufbahn mittlerweile im entsprechenden Alter, mehrere Preise als MILF Performer of the Year gewonnen, darunter den XRCO Award und den XBIZ Award.

## Filmografie (Auswahl)
- 2008: The Whole Enchilada 3
- 2008: Women Seeking Women 48
- 2009: Suck It Dry 6
- 2009: Killer Grip 5
- 2009: Latinistas
- 2009: Girlvana 5
- 2010: This Ain't Cheaters XXX
- 2010: Brazzers Live 5: Ultimate Surrender
- 2010: CFNM Secret 4
- 2010: Body Heat
- 2010: This Isn't Fast Times at Ridgemont High: The XXX Parody
- 2010: Slutty and Sluttier 13
- 2010: Throat Love 4
- 2010: Throated 30
- 2010–2012: Big Tits at Work 9, 15
- 2010–2012: Big Tits in Sports 4, 11
- 2010–2012: Latin Adultery 11, 12, 15, 20
- 2010–2013: Evil Anal 12, 17
- 2011: Big Tits at School 11
- 2011: Bra Busters 2
- 2011: Katwoman XXX
- 2011: Lesbian Spotlight: Bridget B.
- 2011: Oil Overload 5
- 2011: This Ain't Dracula XXX – This is a Parody
- 2011: Big Wet Tits 11
- 2012: Deep Throat This 57
- 2012: El Gordo Y La Flaca XXX
- 2012: Godfather XXX
- 2013: Big Tit Centerfolds
- 2013: POV Jugg Fuckers 5
- 2013: Massive Asses 7
- 2013–2020: Tonight’s Girlfriend 16, 54, 85
- 2014: Hot Pornstar Bridgette B Loves Facials.
- 2015: Bikinis and Vibrators
- 2015: Kill Bill – A XXX Parody
- 2015: Magic Mike XXXL: A Hardcore Parody
- 2016: Highbrow Pussy
- 2016: Pussy O Plomo (Webserie, 4 Episoden)
- 2016: MILF Performers of the Year 2016
- 2017: Backroom Facials 20
- 2017: Pornstar Therapy 1
- 2017: Tug Jobs 45
- 2017: An Inconvenient Mistress
- 2018: Halloween Maid Creampies
- 2018: Rich Fucks (Webserie, 4 Episoden)
- 2018: Kianna Dior: Busty Asian Cum Slut 4
- 2018: Brazzers House 3 (Webserie, 6 Episoden)
- 2018–2021: Moms Bang Teens 27, 40
- 2019: Bridgette B's Perfect Tits
- 2019: Bridgette B. Spanish Fuck Doll
- 2019: DP Girls
- 2019: Killer Wives
- 2019: My Girlfriend's Busty Friend 28
- 2020: Bridgette's Boob Wash
- 2020: Filthy Moms 5
- 2020: Poppin' Latin Pussy 15
- 2020: 25 Sexiest Latin Porn Stars Ever! 2
- 2020: Mrs. Creampie
- 2021: Boss Bitches
- 2021: Breezy Bridgette
- 2021: Bridgette Gumballs
- 2021: Busty 18, 20
- 2021: Independence Day: Penetration
- 2021: New Year New Toys
- 2021: Sweetest Pussy
- 2021: Tushy Raw 29
- 2022: Anal with Stepmom Bridgette B
- 2022: Big Tits Sister-in-law
- 2022: Poppin' Latin Pussy 24
- 2022: World Of BangBros: She Likes It Rough 7
- 2023: Burning Hot Workout
- 2023: Crash on You
- 2023: Cuckquean Dream Come True
- 2023: Dream Cum True
- 2023: Girl Knows
- 2023: Happy Fleshlight-Giving
- 2023: Heartbreak Hotel with Bridgette B
- 2023: MILF Gets A Pony Ride
- 2023: Treat Yourself 4
- 2023: Two Babes Dominate Amateur Tease
- 2023: When Girls Play 33
- 2024: Bridgette and Alex
- 2024: Her Limit
- 2024: She Needs Cock Now

## Nominierungen und Auszeichnungen
AVN Award
- 2012: als Unsung Starlet of the Year
- 2014: nominiert als Unsung Starlet of the Year
- 2015: nominiert für Best Boobs (Fan Award)
- 2016: nominiert als MILF Performer of the Year und für Hottest MILF (Fan Award)
- 2020: nominiert als Best Blowbang Scene, für Bridgette B. Spanish Fuck Doll
- 2022: nominiert als MILF Performer of the Year
- 2023: nominiert als MILF Performer of the Year

NightMoves Award
- 2012: nominiert als Best Latina Performer
- 2013: nominiert für Best Boobs
- 2018: Auszeichnung als Best Milf Performer (Editor’s Choice)[1]
- 2019: Auszeichnung als Best MILF Performer (Fan´s Choice)
- 2021: nominiert als Best MILF Performer
- 2022: nominiert als Best MILF Performer

PornHub Awards
- 2019: nominiert als Best Chest Top Big Tits Performer

Sex Awards
- 2013: nominiert für Porn’s Best Body

XRCO Award
- 2012: nominiert als Unsung Siren of the Year
- 2014: nominiert als Unsung Siren of the Year
- 2019: gewonnen: MILF of the Year (30 or older)[2]

XBIZ Award
- 2017: nominiert als Best Sex Scene - Virtual Reality, für Motherly Love
- 2019: nominiert als Best Sex Scene - Taboo Release, für Dysfucktional 2
- 2018: nominiert als Best Sex Scene (Virtual Reality)
- 2019: Auszeichnung als MILF Performer of the Year[3]
- 2020: Auszeichnung als MILF Performer of the Year[4]
- 2020: nominiert als Best Sex Scene – All-Girl, für Honeymoon
- 2020: nominiert als Best Sex Scene – Virtual Reality, für Secret NYE VR Porn Party With You and Seven Porn Stars
- 2020: Auszeichnung als Best Sex Scene – Gonzo, für Bridgette B. Spanish Fuck Doll
- 2020: Auszeichnung als Best Sex Scene – Taboo-Themed, für Rules
- 2020: nominiert als Best Supporting Actress, für Rules
- 2022: nominiert als MILF Performer of the Year

Urban X Award
- 2019: MILF Performer of the Year